# アンドレ・ベルソール

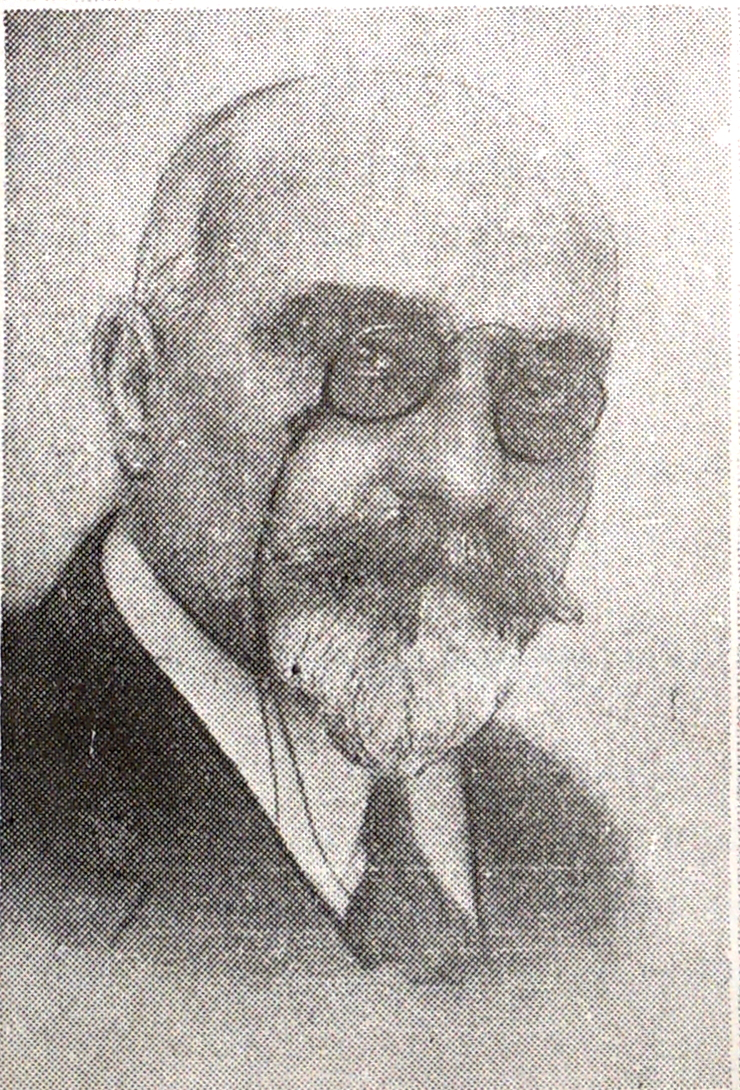
アンドレ・ベルソール

アンドレ・ベルソール（André Bellessort、1866年3月19日－1942年1月22日）は、フランスの作家、翻訳家、旅行家。

## 生涯
フランス西部ラヴァルの学校教師の家に生まれ、アンリ4世校で学び、1885年から師範学校試験を受け1889年に登録される。1896年までにニース、ボルドー、ポワティエ、ル・マン、リヨンなどのリセで教師として勤め、リヨンのリセ・デュパルクでエドゥアール・エリオと知り合う。1906年にエミール・マールが担当していたリセ・ルイ＝ル＝グランにおける文学準備クラスを引き継ぎ、1926年まで勤めた。
ベルソールは同時に作家としてのキャリアも積み、古典的な形式の詩を書き、両大戦間期には文芸評論家として重きをなした。『ル・タン』紙の特派員としてチリ、ボリビアに赴き、『両世界評論　La Revue des Deux Mondes』誌にも記事を寄せた。1895年には日本に派遣され、ついでスウェーデンへ行きセルマ・ラーゲルレーフを翻訳することを決定している。1935年にはフランス・アカデミー会員に選ばれた。

## 日本との関係
ベルソールは1897年から翌年にかけても日本に滞在しており、京都や奈良の寺院だけではなく大阪の精神病院や九州のハンセン氏病患者の収容所・監獄などを視察している。ベルソールの日本への視線は教師が生徒に向けるのと同じで白人優位の立場を免れないが、日本人がもともと持っている勇気・清潔さ・向上心などの資質も指摘している。彼は政治的には熱烈な王党派であり、シャルル・モーラスの崇拝者だった。失われつつある過去の栄光・価値を哀惜するベルソールは、古い日本の姿を多く残す薩摩の人びとに最も共感を覚え、西南戦争については「日本のヴァンデの反乱」と呼んでいる。西郷隆盛の周囲に集まっていた反乱者は「まさしく死者であり滅びなければならない人びとであった」と考えながらも、その英雄的精神を誉めたたえた。
彼の日本旅行記（Les Journées et les nuits japonaises）は、永井荷風も読み『断腸亭日乗』の昭和11年3月10日の項に『日本日夜の記』として触れられ、現在は『明治滞在日記』として翻訳がある。

## 著書
- 『Mythes et poèmes』 (1894年)
- 『Chanson du Sud』(1896年)
- 『Reine Cœur』(1896年)
- 『La Jeune Amérique』（1897年）
- 『日本の昼と夜　Les Journées et les nuits japonaises』（1900年）
- 『En Escale (de Ceylan aux Philippines)』（1900年）
- 『日本社会　La Société japonaise』（1912年）
- 『スウェーデン　La Suède』（1912年）
- 『聖フランシスコ・ザビエル　インドと日本の使徒Saint François-Xavier. L'apôtre des Indes et du Japon』（1917年）
- 『新しい日本　Le Nouveau Japon』（1918年）
- 『現代のルーマニア　La Roumanie contemporaine』
- 『バルザック論　Balzac et son œuvre』（1924年）
- 『サント=ブーヴ　Sainte-Beuve et le dix-neuvième siècle』（1927年）
- 『Sur les grands chemins de la Poésie classique』
- 『ヴィクトル=ユーゴー　Victor Hugo : essai sur son œuvre』（1930年）
- 『知識人と第三共和政の成立　Les Intellectuels et l'avènement de la Troisième République』（1931年）
- 『ナポレオン三世治下のフランス社会　La Société française sous Napoléon III』（1932年）
- 『Athènes et son théâtre』（1934年）
- 『ヴォルテール論　Essai sur Voltaire, Cours professé à la société des conférences』（1938年）
- 『聖バルティルド　Sainte Bathilde Reine de France』（1941年）
- 『18世紀とロマン主義　XVIIIe siècle et Romantisme』（1941年）
- 『Le collège et le monde』（1941年）
- 『Parmi les âmes étrangères』（1942年）
- 『ウェルギリウス論　Virgile, son œuvre et son temps』（1943年）